# Saint-Julien-d'Eymet
Saint-Julien-d'Eymet è un comune francese di 115 abitanti situato nel dipartimento della Dordogna nella regione della Nuova Aquitania.

## Società

### Evoluzione demografica
Abitanti censiti